# Kris Peeters

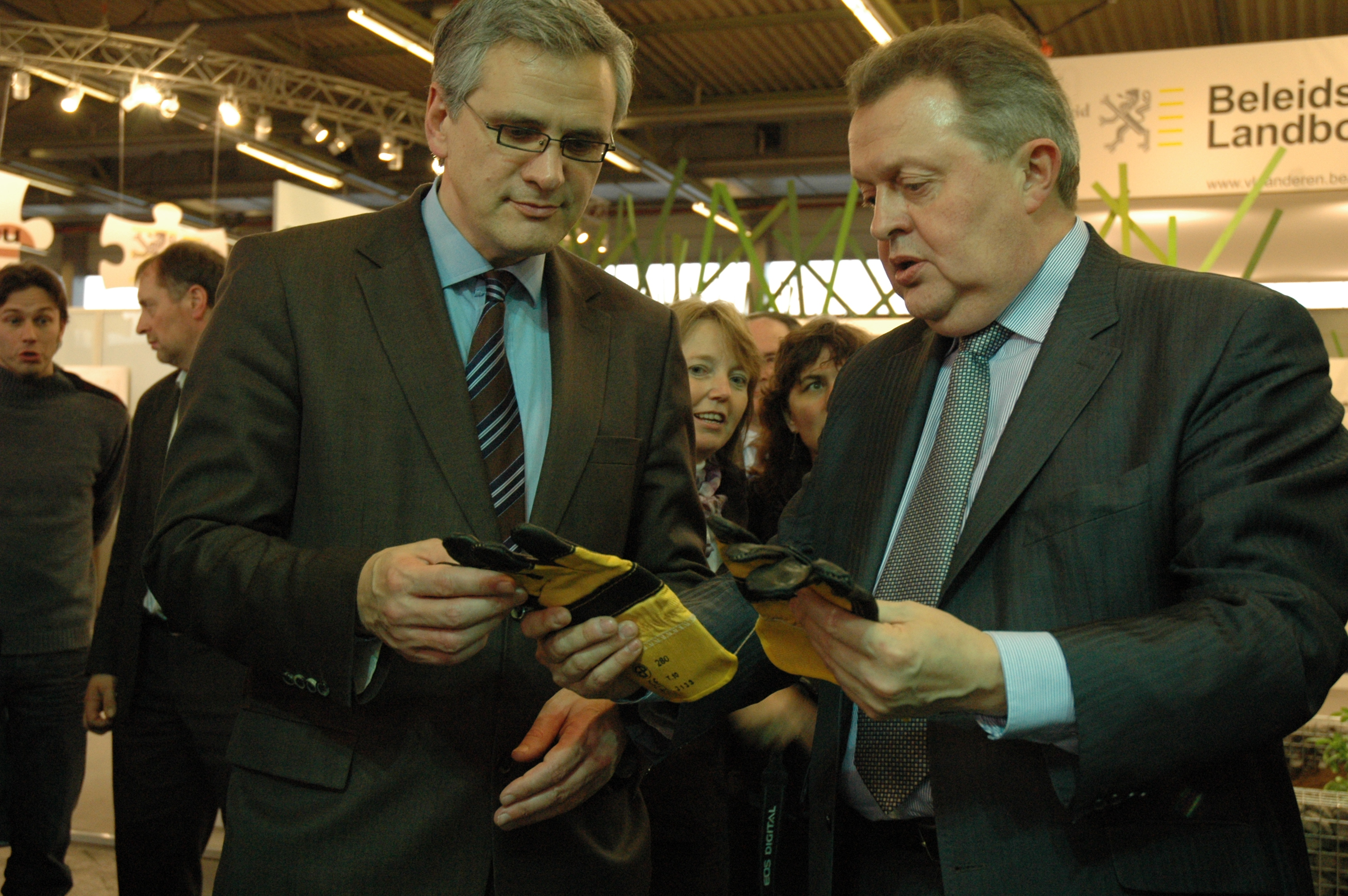
Kris Peeters (z lewej) i Piet Vanthemsche (2009)

Kris Peeters (ur. 18 maja 1962 w Ruisbroek) – belgijski i flamandzki polityk, prawnik, od 2007 do 2014 minister-prezydent Regionu Flamandzkiego (premier Flandrii), w latach 2014–2019 wicepremier i minister w rządzie federalnym, eurodeputowany IX kadencji.

## Życiorys
Kształcił się na uniwersytetach w Antwerpii, ukończył prawo na Universitaire Instelling Antwerpen (UIA), a także filozofię na Universitaire Faculteiten Sint-Ignatius Antwerpen (UFSIA).
Krótko praktykował jako prawnik. Od 1988 był zatrudniony w NCMV (Nationaal Christelijk Middenstand Verbond), krajowej organizacji skupiającej osoby prowadzące własną działalność gospodarczą oraz małą i średnią przedsiębiorczość. Był doradcą podatkowym w tym zrzeszeniu, następnie dyrektorem ds. badań. Od 1994 pełnił funkcję sekretarza generalnego. W 1999 organizacja przekształciła się w UNIZO (Unie van Zelfstandige Ondernemers), zaś Kris Peeters objął w niej stanowisko dyrektora zarządzającego. Jednocześnie zaangażował się w działalność Chrześcijańskiej Partii Ludowej (od 2001 pod nazwą Chrześcijańscy Demokraci i Flamandowie).
W 2004 uzyskał mandat posła do Parlamentu Flamandzkiego. Zrezygnował z funkcji w UNIZO, obejmując urząd ministra robót publicznych, energii i środowiska w regionalnym rządzie Yves'a Leterme. W 2006 Kris Peeters został radnym miejskim w Puurs, a rok później wybrano go do Izby Reprezentantów. Mandatu w parlamencie federalnym nie objął w związku z nominacją na stanowisko premiera Flandrii w dniu 28 czerwca 2007 (gdzie zastąpił Yves'a Leterme). Przejął także obowiązki regionalnego ministra reformy instytucjonalnej, rolnictwa, rybołówstwa i rozwoju wsi, a od 22 września 2008 także ministra spraw administracyjnych, polityki zagranicznej, mediów i turystyki. 13 lipca 2009, po zwycięstwie chadeków w wyborach regionalnych, po raz drugi został ministrem-prezydentem rządu flamandzkiego, przejmując nadto odpowiedzialność za sprawy rolnictwa, polityki zagranicznej i gospodarki. Zakończył urzędowanie 25 lipca 2014, pozostając posłem regionalnego parlamentu.
W toku negocjacji koalicyjnych wymieniano jego kandydaturę do urzędu premiera. Kandydatura ta upadła, gdy flamandzkim chadekom przypadło stanowisko nowego komisarza europejskiego. Ostatecznie w nowym rządzie, na czele którego stanął Charles Michel, Krisowi Peetersowi powierzono stanowiska wicepremiera oraz ministra pracy, gospodarki i ochrony konsumentów. W grudniu 2018 powierzono mu dodatkowo kwestie przeciwdziałania ubóstwu, osób niepełnosprawnych i równych szans.
W 2019 uzyskał mandat posła do Parlamentu Europejskiego IX kadencji. W związku z tym w czerwcu tegoż roku ustąpił z funkcji rządowych ze skutkiem na 1 lipca 2019. Odszedł z PE w styczniu 2021, kiedy to został powołany na wiceprezesa Europejskiego Banku Inwestycyjnego.